# Comelico Superiore
Comelico Superiore là một đô thị ở tỉnh Belluno trong vùng Veneto, có vị trí cách khoảng 130 km về phía bắc của Venice và khoảng 60 km về phía đông bắc của Belluno, on the border with Austria. Tại thời điểm ngày 31 tháng 12 năm 2004, đô thị này có dân số 2.420 và diện tích 95,9 km².
Comelico Superiore giáp các đô thị: Auronzo di Cadore, Danta di Cadore, Kartitsch (Austria), San Nicolò di Comelico, Sexten-Sesto.